# Conoy
Conoy (Piscataway).- / naziv Conoy, prema Swantonu, nepoznatog je značenja./ Pleme ili konfederaciji bandi i plemena Algonquian Indijanaca srodnih grupama Nanticoke i Delaware i nastanjenih između rijeka Potomac i zaljeva Chesapeake u današnjem Marylandu i District of Columbia. Conoyi su nazivani prema jednom svome selu i Piscataway, u kojemu je bilo sjedište konojskog poglavice. Danas njih oko 200 (2000.) živi u Marylandu organizirani u plemena Piscataway Conoy Condeferacy i Piscataway Indian Nation. 

## Bande i plemena
- Acquintanacsuak, na zapadnoj obali rijeke Patuxent u okrugu St. Marys.
- Conoy proper (Piscataway), na jugu okruga Prince Georges.
- Mattapanient, na rijeci Patuxent, možda u okrugu St. Marys.
- Moyawance, na zapadnoj obali rijeke Potomac, blizu plemena Conoy.
- Nacotchtank, rijeka Potomac, u District of Columbia.
- Pamacocack oko ušća Mattawoman Creeka i sadašnji Pomonkey, okrug Charles.
- Patuxent, u okrugu Calvert.
- Potapaco, južni i središnji dijelovi okruga Charles.
- Secowocomoco, na rijeci Wicomico u okruzima St. Marys i Charles.

## Sela
Glavna sela Konojaca nosila su plemenska imena, uz njih postojala su i 
- Catawissa, danas Catawissa, u okrugu Columbia, Pennsylvania.
- Conejoholo, istočna obala rijeke Susquehanna na ili blizu  Bainbridge, u okrugu Lancaster, Pennsylvania.
- Conoytown, na rijeci Susquehanna između Conejoholo i Shamokin (Sunbury), Pennsylvania.
- Kittamaquindi, tamo gdje se sastaju Tinkers Creek i Piscataway, Maryland.

## Povijest
Conoyi u kontakt s Europljanima dolaze još 1608 kada kapetan John Smith plovi uz Potomac i nailazi na nekoliko njihovih sela među kojima i Nacotchtank koje će 1622 biti uništeno od bande pljačkaša iz Virginije, ali je iznova niknulo. Kasnije 1634., dvadeset-petog dana mjeseca ožujka katolička engleska kolonija lorda Baltimorea i jezuitski očevi Andrew White i John Altham, uspostavljaju prijateljske odnose s Yaocomoco Indijancima, poglavicom Piscatawaya i s virginijske strane s poglavicom Potomaca i uspostavljaju prvu misiju. Ubrzo će ih pogoditi epidemija boginja (1670) a 1675 izloženi su napadima Indijanaca Susquehanna, pa se povlače uz rijeku Potomac i na Susquehannu. Na Susquehanni podižu selo Conejoholo, blizu Conestoge odakle postupno migriraju na sjever u Harrisburg, Shamokin, Catawissa, i Wyoming, da bi 1765. stigli u južni New York u Owego, Chugnut i Chenango, gdje se preostalih 150 priključilo Mahican i Delaware Indijancima, postajući dio ovih plemena. Prema procjeni bilo ih je 1,000 (1700), da bi ih 1800 preostalo tek 50. Sto godina kasnije (1900) Conoyima je broj i dalje oko 50, a do 2000 narastao je na oko 200.

## Etnografija
Konojci kulturno pripadaju području Istočnih šuma i nalik je onoj Powhatan Indijanaca. Kuće su im stoga bile komunalne, ovalnog oblika, prekrivene korom ili hasurama. Muškarci su bili lovci i ribari, a služili su se lukom i strijelom i kopljima, i kretali se u dug-out kanuima, to jest dubljenima u deblu, što je bio običaj kod atlantskih algonkinskih plemena. –Žena se bavila lončarstvom i košaraštvom te radom u njivama, gdje su se uzgajale 3 tipične indijanske kulture: kukuruz, tikve i duhan.

## Vanjske poveznice
- Conoy Indian Tribe History
- The Conoy  Arhivirana inačica izvorne stranice od 4. veljače 2007. (Wayback Machine)
- Piscataway – Conoy Indians  Arhivirana inačica izvorne stranice od 2. svibnja 2007. (Wayback Machine)